# Broetje-Automation
Broetje-Automation GmbH ist ein Sondermaschinenbauunternehmen im Bereich Luft- und Raumfahrt mit Hauptsitz in Rastede, Ortsteil Loy (Niedersachsen). Das Unternehmen stellt automatische Maschinen und Anlagen für die Montage von Flugzeugen und deren Einzelteilen her und tritt als Integrator für die Planung und Realisierung von Montagelinien in der Luftfahrtindustrie auf. Broetje-Automation (BA) ist 1979 aus dem Rasteder Unternehmen August Brötje für Maschinenbau und Heiztechnik hervorgegangen. Seit 2016 gehört es zur chinesischen Shanghai Electric Group. Das Unternehmen ist an 23 Standorten international (Deutschland, USA, Frankreich, UK, China, Russland, Japan) vertreten.

## Unternehmen
Broetje-Automation GmbH beschäftigt sich mit Montageprozessen der Luft- und Raumfahrtindustrie. Das Unternehmen hat weltweit ca. 700 Mitarbeiter und entwickelt und baut seit 1979 Maschinen und Anlagen zur Montage von Flugzeugen. Damit beliefert es Flugzeughersteller weltweit.

## Geschichte
Broetje-Automation ging aus dem 1919 gegründeten Unternehmen August Brötje für Maschinenbau und Heiztechnik hervor. Die Tochtergesellschaft Brötje-Sümak-Automation baute in den 1970er Jahren Werkzeugmaschinen und wurde 1979 in Brötje-Automation GmbH umbenannt.
Mit der Lieferung der ersten Maschinen für das automatisierte Nieten von Flugzeugbauteilen etablierte sich das Unternehmen in den Jahren 1980 bis 2000 in der Luftfahrtbranche und expandierte in die USA, Europa und Asien. 2003 kaufte die Claas-Gruppe das Unternehmen und Broetje-Automation GmbH erweiterte sein Produktrepertoire neben Nietmaschinen um Fügestationen und Endmontagelinien. 2006 wurde die Tochtergesellschaft Broetje Automation-USA, Inc. gegründet.
2012 erwarb das Unternehmen die Unternehmensanteile zusammen mit der Deutschen Beteiligung AG von der CLAAS KGaA mbH zurück. Außerdem änderte es die bis dahin bestehende Schreibweise Brötje-Automation für den internationalen Markt in Broetje-Automation.
In dem darauf folgenden Jahr wurden die Tochterunternehmen BA Services GmbH und BA UK Ltd. gegründet und 2014 die Tochtergesellschaften BA Assembly & Turnkey Systems GmbH, BA Composites GmbH und Compose2Compete GmbH. Des Weiteren übernahm Broetje-Automation den Bereich „Aircraft and Technology Systems“ des Konzerns Dürr.
2015 wurden die Standorte Wiefelstede und Jaderberg in dem neuen Firmensitz in Rastede zusammengelegt und die Tochtergesellschaft BA Japan K.K. gegründet. In dem Jahr 2016 hat die chinesische Shanghai Electric Group (SEG) das Unternehmen übernommen.

## Produkte
Broetje-Automation liefert automatische, schlüsselfertige Anlagen zum Montieren von Flugzeugen. Des Weiteren werden individuelle Planung, Konzeption und Integration aller Fertigungs- und Montageschritte  bis zur Inbetriebnahme angeboten. Broetje-Automation tritt dabei als Integrator aller notwendigen Einzelanlagen auf und stellt Maschinen für die unterschiedlichen Montageprozesse im Flugzeugbau, wie z. B. Niet- und Fügetechniken oder Fertigungsschritte wie Automated Fiber Placement, Preforming her. Die Maschinen und Anlagen behandeln metallische Materialien sowie Leichtbaumaterialien wie CFK, GFK oder andere Materialverbünde. Darüber hinaus bietet das Unternehmen Vorrichtungen und Werkzeuge zur Unterstützung der Montage und Wartung von Flugzeugen und industrielle Dienstleistungen wie z. B. Maschinenwartung, Upgrade und Modifikation an.

## Geschäftsbereiche

### Maschinen und Anlagen
- Assembly Stations
- Fastening Machines
- Composites Systems
- Jigs & Tools

### Fabrikausrüstung und Integration
- Assembly Line Integration
- Consulting & Engineering
- Software Solutions

### Smart Operations
- Operational Tooling
- Process Technologies
- Service

## Sonstiges
- EN 9100 (Rahmen für Qualitätsmanagementsystem in der Luft- und Raumfahrtindustrie)
- ISO 14001 (Umweltmanagement)
- ISO 9001 (wirksames Qualitätsmanagement)
- OHSAS 18001 (Arbeits- und Gesundheitsschutz-Management)
- EN 1090-1 (Zertifizierung von tragenden Bauteilen)
- ISO 45001 (internationaler Standard für betrieblichen Gesundheits- und Arbeitsschutz)
- JEC Innovation Award 2011[5]
- Axia-Award 2011 für eine klare strategische Ausrichtung, ein effizientes und flexibles Controlling sowie Personalmanagement[6]
- niedersächsischer Außenwirtschaftspreis 2013[7]